# Radioestesia

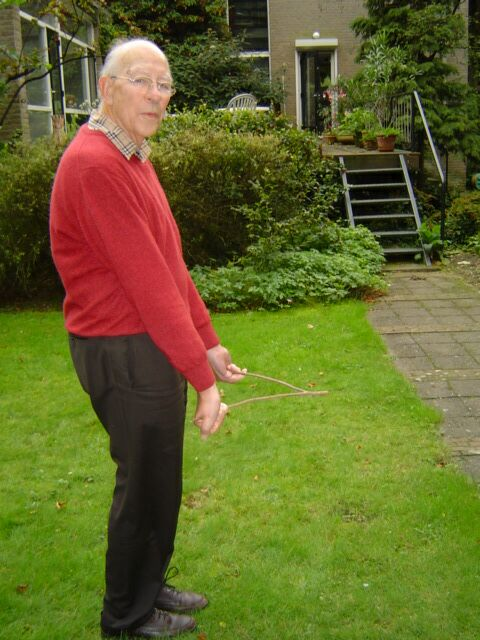
Esempio dell'uso di una bacchetta biforcuta per la radioestesia.

La radioestesia, o radiestesia, è una pratica pseudoscientifica che consiste nel tentare di localizzare oggetti nascosti o informazioni sconosciute servendosi di uno strumento inerte, solitamente una verga a forma di "Y" o un pendolo; chi utilizza questa tecnica viene chiamato radioestesista.
La radioestesia ha origini antiche ed è ancora praticata, nonostante i metodi scientifici non ne abbiano mai dimostrato l’efficacia. Il metodo più conosciuto, anche al di fuori degli ambiti specialistici, consiste nel tentativo di localizzare acqua o filoni di minerali effettuato sul posto dove se ne suppone la presenza; questo metodo è chiamato ancora oggi rabdomanzia.
Lo studio della radioestesia fa oggi parte del campo di ricerche sul paranormale, principalmente ad opera della parapsicologia e dello scetticismo scientifico.

## Etimologia
Il termine radioestesia deriva dal latino radius, nel senso "raggio, radiazione", e dal greco αἴσϑησις (âisthēsis) che significa "percezione"; va dunque intesa come "percezione di radiazioni".
Il termine rabdomanzia deriva dal greco ῥάβδος (rábdos) che significa "bacchetta" e μαντεία (mantéia)  che significa "divinazione", nel significato più esteso di "ricerca di informazioni mediante pratiche religiose".

## La radioestesia nell'antichità e nella modernità
L'uso della bacchetta ha attraversato in varie forme i millenni.
In origine aveva finalità divinatorie e probabilmente veniva usata per determinare il volere degli dei, predire il futuro o statuire la colpevolezza del condannato in un processo.
La radioestesia come praticata oggi si fa risalire alla Germania del XV secolo quando era usata per trovare metalli. La tecnica si diffuse in Inghilterra grazie ai minatori tedeschi.
Nel Medioevo coloro che usavano la bacchetta rischiarono di venire perseguitati, in quanto sospettati di tenere contatti con il demonio. Nel 1662 l'uso delle bacchette venne dichiarato mera "superstizione" o finanche "satanico" dai Gesuiti. Tuttavia Gaspar Schott (scienziato tedesco del 1600) sostenne che non era così sicuro che a muovere la bacchetta fosse sempre il demonio. Nel 1701 l'Inquisizione proibì l'uso della bacchetta nei processi. Alla fine degli anni sessanta del XX secolo, durante la guerra in Vietnam, alcuni Marines statunitensi usarono la radioestesia per provare a localizzare armi e tunnel.
Nel 1979 Christopher Bird pubblicò una monografia dal titolo The Divining Hand. Nel 1982, nel suo libro Flim-Flam! James Randi dedicò varie pagine a dei test, condotti in Italia, secondo il metodo del doppio cieco e che non produssero risultati diversi da quelli prodotti dal caso.
Nel XIX secolo fu coniata la parola rabdomanzia per definire l'uso della bacchetta biforcuta per la ricerca dell'acqua o di filoni di minerali nel sottosuolo.
Tra i primi ricercatori in dote di veicolare nuovi lumi su questo metodo divinatorio, il noto chimico francese Michel-Eugène Chevreul, il risultato dei cui esperimenti, avvenuti nel 1812, con la bacchetta divinatoria, fu reso noto, in illo tempore, in una sua lettera  -pubblicata solo nel 1833, su La Revue des Deux mondes-  all'indirizzo del fisico Ampère; indi, nella propria fondamentale opera del 1854, quando già lo spiritismo era stato introdotto in Francia, con la sua tendenziosa interpretazione anche dei fenomeni posti al vaglio della ricerca radiestetica. 
All'inizio del XX secolo fu coniata la parola radioestesia in quanto l'uso di questo tipo di pratica si estese sia all'uso di altri strumenti sia alla ricerca effettuata a distanza.
I sostenitori della radioestesia ritengono di poter individuare la presenza dell'oggetto cercato, grazie sia al contributo di poteri extra sensoriali sia all'emissione di energie da parte dell'oggetto captabili attraverso la bacchetta oppure tramite l'effetto di "risonanza" analogo alla vibrazione dei suoni.
Al giorno d'oggi la radioestesia è tuttavia considerata un fenomeno paranormale privo di riscontro scientifico e smentito nell'efficacia dai test condotti sotto rigido controllo.

## Gli strumenti della radioestesia

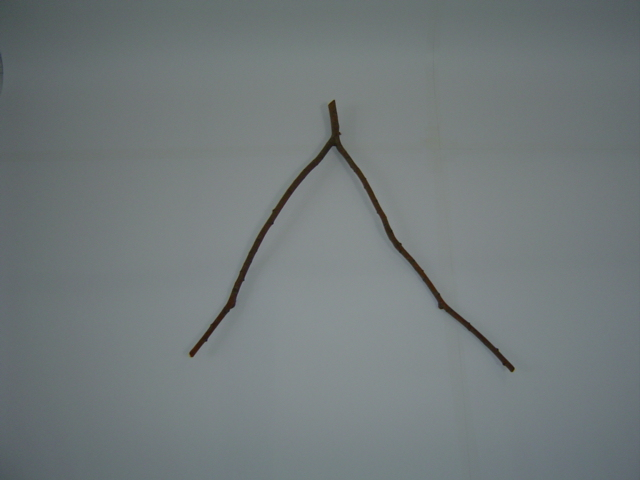
Una tipica bacchetta biforcuta utilizzata dai radioestesisti

Gli strumenti normalmente utilizzati per la radioestesia sono la bacchetta e il pendolo. Esistono anche altri strumenti utilizzati da una minoranza di radioestesisti.
La bacchetta classica è solitamente costruita con un materiale legnoso o ferroso, caratterizzato da una estremità biforcuta a forma di ipsilon; un'altra forma classica è quella a bastoncino. Accanto alle forme classiche, oggi esistono anche bacchette simili ad antenne. Il pendolo è un blocco di metallo o di altro materiale tenuto sospeso ad un filo.
Secondo alcuni radioestesisti la bacchetta metterebbe in tensione le braccia, creando un equilibrio instabile che permetterebbe al cervello di comunicare l'avvenuto ritrovamento, tramite delle scariche alle braccia che si riverberano sulla bacchetta; anche se il radioestesista ha l'impressione che la bacchetta sia mossa da altre cause, sarebbe in realtà il cervello a generare tale movimento. Il pendolo è un amplificatore meccanico dei micromovimenti della mano e del braccio, più vi sono micromovimenti, più facilità avrebbe il cervello di comunicare con la mano dell'operatore.

## Gli studi sulla radioestesia
In uno studio scientifico condotto tra il 1987 e il 1988 da Hans-Dieter Betz e altri scienziati, 500 radioestesisti furono inizialmente testati per le loro "capacità" al fine di scegliere i migliori 43 tra essi. Questi 43 furono sottoposti a ulteriori test, in particolare al primo piano di un granaio fu pompata dell'acqua attraverso delle condutture. Tali condutture erano poste in senso perpendicolare al pavimento. Al piano superiore dell'edificio, a ogni radioestesista fu chiesto di individuare la posizione della condotta. Nei due anni, i 43 radioestesisti affrontarono questo test 843 volte. Dei 43 selezionati, 37 non mostrarono alcuna dote da radioestesista. I risultati dei rimanenti 6 si dissero fossero migliori di quelli attribuibili alla casualità portando alla conclusione che, per particolari compiti, taluni radioestesisti mostrerebbero un'alta percentuale di successi non spiegabili con il ricorso al concetto di casualità.
Cinque anni dopo la pubblicazione di questi studi, lo scienziato Jim T. Enright affermò che tali risultati erano in linea con le fluttuazioni statistiche e che quindi non dimostravano alcuna reale abilità. Gli autori dello studio replicarono a Enright che tuttavia rimase della propria opinione, replicando ulteriormente.
Uno studio più recente (2004) è stato svolto a Kassel, in Germania, sotto la direzione del Gesellschaft zur Wissenschaftlichen Untersuchung von Parawissenschaften (GWUP, Società per l'investigazione scientifica sulle pseudoscienze). In tre giorni, trenta radioestesisti furono testati su condotte d'acqua poste 50 cm sotto il terreno. Ogni condotta era segnalata da una striscia colorata, e il radioestesista doveva dire se nella condotta scorresse acqua o meno. A tutti fu chiesto di sottoscrivere una dichiarazione in cui si dicevano concordi nel ritenere che la prova fosse corretta ai fini della valutazione delle loro abilità e che le aspettative di successo erano del 100%. Tuttavia i risultati non furono diversi da quelli ottenibili statisticamente dal caso.
Alcuni ricercatori hanno provato a indagare possibili spiegazioni fisiche o geologiche della radioestesia; fra questi, dei geologi sovietici. Altri autori hanno provato a suggerire che la spiegazione sarebbe in una postulata sensibilità umana ai piccoli cambiamenti dei campi magnetici.
Una rivista di studi archeologici ha affermato che la radioestesia sarebbe del tutto inefficace nella ricerca di sepolture umane.

### La radioestesia e la medicina
Un religioso francese, l'abate Alexis Mermet (1866-1937), negli anni venti sostenne di aver applicato con successo la radioestesia nella diagnosi delle malattie, riprendendo una credenza medioevale che prevedeva, come fonte e causa di malattie, alcuni ipotetici flussi sotterranei di "energia demoniaca", rintracciabili grazie alle bacchette. L'abate diede mostra della sua nuova scoperta attraverso varie dimostrazioni pratiche in molti ospedali francesi, ribattezzandola "radioestesia", nella convinzione che emettesse onde radioattive buone e cattive, percepibili dai suoi strumenti di indagine.
Le teorie di Mermet sono alla base della moderna radioestesia che, rivisitate nel Novecento da Malcom Rae, ebbero allora e in seguito una certa notorietà e diffusione anche in altri paesi. In Italia, fra le diverse forme applicative si possono ricordare le "cure fitoradiestesiche" di padre Vittorio Baroni, che combinavano le proprietà fitoterapeutiche agli "studi radiestesici" per la diagnosi e la cura del cancro.
Tuttavia, la mancanza assoluta di prove a riscontro fa ritenere non accettabile l'applicazione della radioestesia a fini diagnostici, in quanto non è scientificamente dimostrata l'emissione di onde radioattive dal corpo umano.

## Elenco dei più noti radioestesisti e rabdomanti
- Otto Edler von Graeve[25]
- Uri Geller
- Thomas Charles Lethbridge[26]
- Cuthbert Calculus (personaggio di fantasia)[27]